# فرودگاه پولا
 فرودگاه پولا (به انگلیسی: Pula Airport) (به زبان بومی: Zračna luka Pula/Pula) یک فرودگاه همگانی با کد یاتا PUY است که یک باند فرود آسفالت دارد و طول باند آن ۲۹۵۰ متر است. این فرودگاه در کشور کرواسی قرار دارد و در ارتفاع ۸۴ متری از سطح دریا واقع شده است.

## شرکت‌های هواپیمایی و مقصدهای پروازی

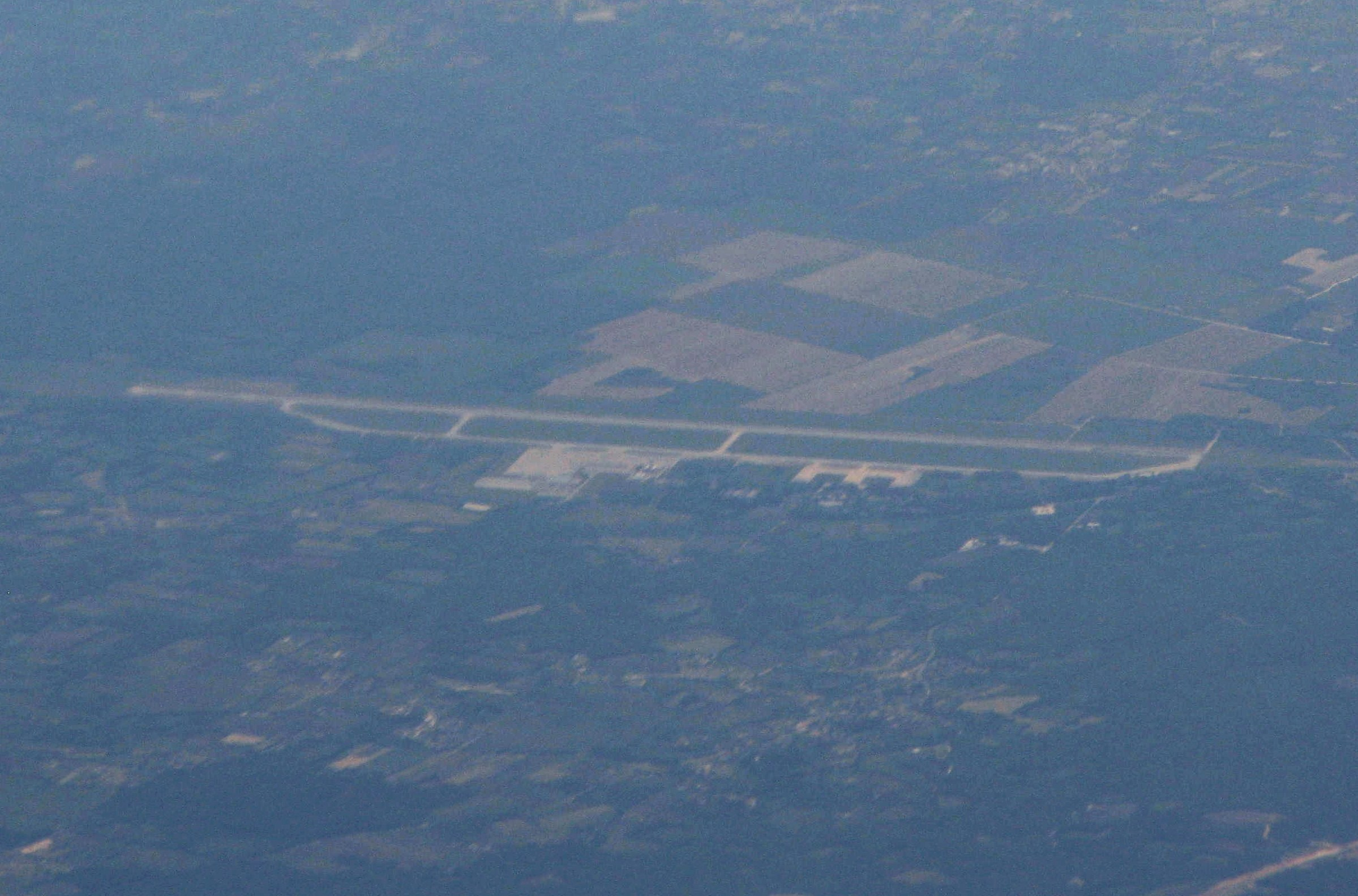
Aerial view

| شرکت‌های هواپیمایی                             | مقصدهای پروازی                                                                 |
| --------------------------------------------- | ------------------------------------------------------------------------------ |
| ایر لینگاس                                    | فصلی: دوبلین                                                                   |
| ایر صربیا                                     | فصلی: بلگراد نیکولا تسلا                                                       |
| ای‌اس‌ال ایرلاینز فرانسه                        | چارتر فصلی: لیون-سینت اگزوپری، نانت آتلانتیک                                   |
| آسترین ایرلاینز                               | چارتر فصلی: گراتس                                                              |
| BRA Braathens Regional Airlines               | چارتر فصلی: ترولهتن ونشبوی                                                     |
| بریتیش ایرویز                                 | فصلی: هیترو لندن                                                               |
| هواپیمایی کرواسی                              | زادر، زاگرب فصلی: اسخیپول آمستردام، دوبروونیک، فرانکفورت، زوریخ                |
| دنیپرواویا                                    | چارتر فصلی: لیو دانیلو هالیتسکی                                                |
| ایزی‌جت                                        | فصلی: برلین شونفلد، بریستول، هامبورگ، گاتویک، شارل دوگل پاریس                  |
| ادلوایس ایر                                   | فصلی: زوریخ                                                                    |
| یورو وینگز                                    | دوسلدورف                                                                       |
| یورو وینگز                                    | فصلی: مونیخ                                                                    |
| یورو وینگز اجرا توسط جرمن‌وینگز                | دوسلدورف فصلی: برلین تگل، کلن بن، هامبورگ، اشتوتگارت                           |
| فن‌ایر                                         | فصلی: هلسینکی                                                                  |
| جت۲.کام                                       | فصلی: ادینبرو، لیدز برادفورد، استانستد لندن، منچستر                            |
| لوت پولیش ایرلاینز                            | فصلی: شوپن ورشو                                                                |
| لوفت‌هانزا رجینال اجرا توسط لوفت‌هانزا سیتی‌لاین | فصلی: فرانکفورت، مونیخ                                                         |
| نروجین ایر شاتل                               | فصلی: هلسینکی، گاردرموئن اسلو، سولا استاوانگر، استکهلم-آرلاندا، ورنس تروندهایم |
| People's Viennaline                           | فصلی: سنت گالن-آلترنهاین                                                       |
| رایان‌ایر                                      | فصلی: بروکسل جنوب شرلروآ، فرانکفورت-هان، استانستد لندن                         |
| هواپیمایی اسکاندیناوی                         | فصلی: کپنهاگ، گوتنبرگ-لاندوتر، گاردرموئن اسلو، استکهلم-آرلاندا                 |
| اس۷ ایرلاینز اجرا توسط گلوبوس ایرلاینز        | فصلی: دوموده‌دوو                                                                |
| Thomson Airways                               | فصلی: بیرمنگام، بریستول، ایست میدلند، ادینبرو، گاتویک، منچستر,                 |
| ترید ایر اجرا توسط AIS Airlines               | اوسیک، اسپلیت                                                                  |
| ترانساویا.کام                                 | فصلی: روتردام دی‌هیگ چارتر فصلی: اسخیپول آمستردام                               |
| تی‌یوآی ایرلاینز نیدرلندز                      | فصلی: اسخیپول آمستردام                                                         |
| تی‌یوآی‌فلای نوردیک                             | چارتر فصلی: استکهلم-آرلاندا                                                    |
| Windrose Airlines                             | فصلی: بوریسپیل                                                                 |